# جاومي كاستلز فيرير
جاومي كاستلز فيرير هو فلاح ونقابي وسياسي إسباني، ولد في 1942 في بينايسا في إسبانيا. نشط حزبياً في الحزب الاشتراكي العمالي الإسباني.

## مناصب
- في الانتخابات العامة الإسبانية 1977 [الإنجليزية]‏، انتخب عضو مجلس النواب الإسباني  [لغات أخرى]‏ عن دائرة بلنسية [الإنجليزية]‏ خلال فترته النيابية  [لغات أخرى]‏ (2 يوليو 1977 – 2 يناير 1979).
- في الانتخابات العمومية الإسبانية 1993 [الإنجليزية]‏، انتخب عضو مجلس النواب الإسباني  [لغات أخرى]‏ عن دائرة بلنسية [الإنجليزية]‏ خلال فترته النيابية  [لغات أخرى]‏ (18 يونيو 1993 – 9 يناير 1996).
- في الانتخابات العامة الإسبانية 1989 [الإنجليزية]‏، انتخب عضو مجلس النواب الإسباني  [لغات أخرى]‏ عن دائرة بلنسية [الإنجليزية]‏ خلال فترته النيابية  [لغات أخرى]‏ (14 نوفمبر 1989 – 13 أبريل 1993).
- في الانتخابات العمومية الإسبانية 1986 [الإنجليزية]‏، انتخب عضو مجلس النواب الإسباني  [لغات أخرى]‏ عن دائرة بلنسية [الإنجليزية]‏ خلال فترته النيابية  [لغات أخرى]‏ (8 يوليو 1986 – 2 سبتمبر 1989).
- في الانتخابات العمومية الإسبانية 1982 [الإنجليزية]‏، انتخب عضو مجلس النواب الإسباني  [لغات أخرى]‏ عن دائرة بلنسية [الإنجليزية]‏ خلال فترته النيابية  [لغات أخرى]‏ (10 نوفمبر 1982 – 23 أبريل 1986).
- في الانتخابات العمومية الإسبانية 1979 [الإنجليزية]‏، انتخب عضو مجلس النواب الإسباني  [لغات أخرى]‏ عن دائرة بلنسية [الإنجليزية]‏ خلال فترته النيابية  [لغات أخرى]‏ (15 مارس 1979 – 31 أغسطس 1982).
- انتخب عمدة.